# Simian shelf
La simian shelf è una regione ossea posta sulla parte anteriore della mandibola della scimmia, dietro gli incisivi.
La funzione è quella di rinforzare la mascella, benché abbia pure un considerabile effetto sul movimento della lingua in relazione all'area disponibile per i muscoli facciali.
Gli umani, nonostante siano primati, ne sono sprovvisti perché l'evoluzione si è concentrata sullo sviluppo cerebrale e non mandibolare.